# Сан-Джузеппе-аль-Аурелио (титулярная церковь)
Титулярная церковь Сан-Джузеппе-аль-Аурелио (лат. Titulus Sancti Iosephi in regione Aurelia) — титулярная церковь была создана Папой Иоанном Павлом II 28 июня 1991 года. Титул принадлежит церкви Сан-Джузеппе-аль-Аурелио, расположенной в квартале Рима Аурелио, на виа Боччеа 362. 

## Список кардиналов-священников титулярной церкви Сан-Джузеппе-аль-Аурелио
- Георг Максимилиан Штерцински — (28 июня 1991 — 30 июня 2011, до смерти);
  - вакансия (2011—2014);
- Жеральд Сиприен Лакруа, I.S.P.X. — (28 ноября 2020 — по настоящее время).